# آیدا هادزیالیچ
آیدا هادزیالیچ (انگلیسی: Aida Hadzialic؛ زادهٔ ۲۱ ژانویهٔ ۱۹۸۷) یک سیاست‌مدار اهل سوئد زاده بوسنی و هرزگوین است و عضو حزب سوسیال دموکرات سوئد است. وی از ۳ اکتبر ۲۰۱۴ تا ۱۳ اوت ۲۰۱۶ در کابینه استفان لوون وزارت ارتقاء دانش و امور دبیرستان‌ها را برعهده داشت. وی اولین وزیر مسلمان دولت سوئد بود. هادزیالیچ در تاریخ ۱۳ اوت ۲۰۱۶ به علت مصرف بیش از حد قانونی الکل در هنگام رانندگی از مقام خود استعفا داد .